# 草酸铈
草酸铈(III)是铈的草酸盐，化学式为Ce2(C2O4)3。它可以通过氯化铈和草酸反应得到。难溶于水，可溶于热的稀盐酸或稀硫酸中，形成氯化铈或硫酸铈(III)。

## 拓展阅读
- 梁斌, 曾祖造. 草酸铈中微量Cl-的测定[C]// 全国稀土元素分析化学学术报告会. 2003.